# War to End All Wars
War to End All Wars (рус. «Война конца всех войн») — тринадцатый студийный альбом шведского гитариста-виртуоза Ингви Мальмстина, выпущенный в ноябре 2000 года на японском лейбле Pony Canyon.

## Об альбоме
Партии ударных записал американский барабанщик Джон Макалузо ранее игравший в норвежской рок-группе TNT (1990-1994), позднее год в Riot.
Обложку для альбома создал известный американский художник Фрэнк Фразетта.
Данный альбом стал последним для вокалиста Марка Боалса и бессменного клавишника коллектива с 1990 года Матса Олассона. В дальнейшем, последний участвовал в группах Dream Evil, Apk и некоторых других.
Японское издание включает в себя также 2 инструментальных бонус-трека: «Treasury From The East» и «Requiem».

## Список композиций и перевод их названий
Все тексты и музыка написаны Ингви Мальмстином. Композиции № 6, 9, 12 — инструментальные.
| №                   | Название                                                      | Длительность |
| ------------------- | ------------------------------------------------------------- | ------------ |
| 1.                  | «Prophet of Doom (рус. Пророк гибели)»                        | 5:32         |
| 2.                  | «Crucify (рус. Мучение)»                                      | 6:44         |
| 3.                  | «Bad Reputation (рус. Плохая репутация)»                      | 4:52         |
| 4.                  | «Catch 22 (рус. Уловка-22)»                                   | 4:13         |
| 5.                  | «Masquerade (рус. Маскарад)»                                  | 4:55         |
| 6.                  | «Molto Arpeggiosa (рус. Много арпеджио)»                      | 4:14         |
| 7.                  | «Miracle Of Life (рус. Чудо жизни)»                           | 5:39         |
| 8.                  | «The Wizard (рус. Колдун)»                                    | 5:18         |
| 9.                  | «Preludium (рус. Прелюдия)»                                   | 2:27         |
| 10.                 | «Wild One (рус. Дикий)»                                       | 5:46         |
| 11.                 | «Tarot (рус. Таро)»                                           | 5:39         |
| 12.                 | «Instrumental Institution (рус. Инструментальное учреждение)» | 3:56         |
| 13.                 | «War To End All Wars (рус. Война конца всех войн)»            | 4:15         |
| Общая длительность: | Общая длительность:                                           | 65:38        |

| №   | Название                                          | Автор(ы)     | Длительность |
| --- | ------------------------------------------------- | ------------ | ------------ |
| 14. | «Black Sheep Of The Family (кавер на Quatermass)» | Стив Хаммонд | 2:19         |

| №   | Название                                                  | Длительность |
| --- | --------------------------------------------------------- | ------------ |
| 15. | «Treasury From The East (бонус-трек на CD 2000, 2001 г.)» | 3:51         |
| 16. | «Requiem (бонус-трек на CD 2000, 2001 г.)»                | 4:03         |

## Участники записи
- Марк Боалс — вокал;
- Ингви Мальмстин — электрогитара, бас-гитара, ситар, гонг, бэк-вокал;
- Мэтс Олассон — клавишные; R.I.P. 19/02/2015
- Джон Макалузо — ударные.
- Ингви Мальмстин — продюсер;
- Фрэнк Фразетта — художник обложки; R.I.P. 10/05/2010
- Микаэль Йоханссон — фотограф;
- Брайан Фицпатрик — звукоинженер;
- Майкл Фуллер — мастеринг.